# Шикотовичи
Ши́котовичи (бел. Шыкатавічы) — деревня в составе Добринёвского сельсовета Дзержинского района Минской области Беларуси. Деревня расположена в 22 километрах от Дзержинска, 30 километрах от Минска и 20 километрах от железнодорожной станции Койданово. Расположена на реке Жесть (верхнее течение реки Уздянка)

## История
Деревня Добринёво известна в Великом княжестве Литовском с XVI века. В 1562 году упоминаются как фольварк Шикотовичи в шляхетской собственности. В 1620 году  находился в составе имения Койданово, насчитывалось 62 волоки земли. Затем находился в Койдановском старостве и Койдановском графстве, владение Радзивиллов.
После второго раздела Речи Посполитой в 1793 году Шикотовичи оказались в составе Российской империи. В 1800 году Шикотовичи являлись фольварком и мельницей на реке Уздянка, владение князя Доминика Иеронима. В середине XIX века являлась собственностью графа Э. Чапского, входила в состав Добринёвской сельской общины. В конце XIX — начале XX века входила в состав Станьковской волости Минского уезда Минской губернии. В 1897 году, по данным первой всероссийской переписи, в Шикотовичах — 106 жителей. Во время революции 1905 года, в бастовали сельчане имения Шикотовичи, требуя увеличения зароботка. В 1917 году проживали 206 жителей.
С 9 марта 1918 года в составе провозглашённой Белорусской Народной Республики, однако фактически находилась под контролем германской военной администрации. С 1 января 1919 года в составе Советской Социалистической Республики Белоруссия, а с 27 февраля того же года в составе Литовско-Белорусской ССР, летом 1919 года деревня была занята польскими войсками, после подписания рижского мира — в составе Белорусской ССР.
С 20 августа 1924 года в составе Добринёвского сельсовета Койдановского района Минского округа. 15 марта 1932 года Койдановский район преобразован в Койдановский польский национальный район, который 26 июня был переименован в Дзержинский. 31 июля 1937 года Дзержинский национальный полрайон был упразднён, деревня Шикотовичи перешла в состав Минского района Минского округа, с 20 февраля 1938 года — в составе Минской области. 4 февраля 1939 года Дзержинский район был восстановлен. В 1930-е годы, в рамках коллективизации был организован совхоз «Шикотовичи». В 1937 году свинарка хозяйства Е.В. Белая была избрана депутатом Верховного Совета СССР (I созыв).
Во время Великой Отечественной войны с 28 июня 1941 года по 7 июля 1944 года Шикотовщина находилась под немецко-фашистских оккупацией. В феврале 1943 года гитлеровцы сожгли деревню, уничтожив 25 мирных жителей. Ещё 16 жителей деревни Шикотовичи погибли, или пропали без вести на фронтах войны.
В послевоенные годы, деревня — центр совхоза, опытного производственного хозяйства «Шикотовичи». В 1991 году насчитывалось 81 хозяйство, в деревне проживали 204 жителя. По состоянию на 2009 года, Шикотовичи в составе РСУП «Шикотовичи». 28 мая 2013 года деревня была передана из состава упразднённого Рубилковского сельсовета в Добринёвский сельсовет.

## Улицы
По состоянию на ноябрь 2019 года в деревне Шикотовичи, расположены 3 улицы:
- Центральная улица (бел. Цэнтральная вуліца);
- Набережная улица (бел. Наберажная вуліца);
- Новая улица (бел. Новая вуліца).

## Население
| Численность населения (по годам) | Численность населения (по годам) | Численность населения (по годам) | Численность населения (по годам) | Численность населения (по годам) | Численность населения (по годам) | Численность населения (по годам) | Численность населения (по годам) |
| 1897                             | 1909                             | 1917                             | 1926                             | 1991                             | 1998                             | 1999                             | 2004                             |
| -------------------------------- | -------------------------------- | -------------------------------- | -------------------------------- | -------------------------------- | -------------------------------- | -------------------------------- | -------------------------------- |
| 106                              | ↘74                              | ↗206                             | ↘78                              | ↗204                             | ↘192                             | ↗203                             | ↗211                             |
| 2009                             | 2017                             | 2018                             | 2020                             | 2022                             | 2023                             |                                  |                                  |
| ↗226                             | ↘178                             | ↗186                             | ↘185                             | ↘175                             | ↘169                             |                                  |                                  |

## Достопримечательности
- Братская могила жертв фашизма и советского партизана, расположена восточной окраине деревни. В могиле погребены 25 мирных жителей, казнённых немецко-фашистскими захватчиками в начале февраля 1943 года и командир диверсионной группы 300-й партизанской бригады им. К.Е. Ворошилова В.А. Тобияш, который погиб в бою с карателями в октябре 1943 года. В 1966 году на месте погребения был установлен обелиск;
- Около здания сельского клуба расположен памятник землякам, в память о 51 односельчанине, которые погибли на фронтах Великой Отечественной войны против немецко-фашистских захватчиков, в 1967 году на месте памятника был установлен обелиск;
- В 500 метрах на юго-запад от деревни расположен курган, в поле. Продолжительность насыпи высотой 1,5 метра, размером 14×11 метров. Открыл и исследовал в 1976 году Ю.А. Заяц[9].

## Инфраструктура
Через деревню проходит автодорога Н8428 (Шикотовичи—Жаки), Н8397 (Добринёво—Шикотовичи—Победное). Подъездной дорогой деревня связана с автодорогой Р65 (Заславль—Дзержинск—Озеро).
В деревне действует продуктовый магазин, два раза в неделю действует автобусный маршрут до Дзержинска, в 3-х километрах от деревни расположена автобусная остановка с ежедневными маршрутами до Минска, а также до Даниловичей, Радимы (суббота) и Александрова (воскресенье).

## Пейзажи деревни
- Центральная улица деревни
- река Жесть (верхнее течение Уздянки)
- Памятник землякам